# Баканов Костянтин Олександрович
Костянтин Олександрович Баканов (узб. Konstantin Aleksandrovich Bakanov / рос. Константин Александрович Баканов; нар. 25 травня 1954, Ташкент, Узбецька РСР — пом. 11 серпня 1979, Дніпродзержинськ, Дніпропетровська область, УРСР) — радянський футболіст, нападник та півзахисник.

## Життєпис
Розпочав займатися футболом у Ташкенті у футбольному гуртку. Після ташкентського землетрусу 1966 року направлений до Москви, де займався у ФШМ протягом двох років. Першим тренером вважається Акмал Азізхужаєв. Відмовився переходити до футбольної школи московського «Динамо» й 1971 року опинився в дублі «Пахтакора». 1972 року провів два матчі у першій лізі, але отримав важку травму й у 1973—1975 роках у вищій лізі не виступав. У першій лізі у 1976—1977 роках у 72-х матчах відзначився 17-ма голами. У вищій лізі у 1978—1979 роках провів 42 матчі, відзначився 7-ма голами. Запрошувався від ЦСКА.
Загинув 11 серпня 1979 року в авіакатастрофі над Дніпродзержинськом разом із іншими членами клубу «Пахтакор».
Брат Борис також футболіст. Син Сергій (народився 1978 року) у 1996—2009 роках грав у чемпіонаті Узбекистану.